# Malek Džazírí
Malek Džazírí, arabsky مالك الجزيري‎, Mālik al-Jazīrī, (* 20. ledna 1984 Bizerta) je bývalý tuniský profesionální tenista. Ve své kariéře na okruhu ATP World Tour nevyhrál žádný turnaj. Na challengerech ATP a okruhu ITF získal patnáct titulů ve dvouhře a osmnáct ve čtyřhře.
Na žebříčku ATP byl ve dvouhře nejvýše klasifikován v lednu 2019 na 42. místě a ve čtyřhře pak v srpnu téhož roku na 73. místě. Trénoval ho bývalý francouzský tenista Christophe Freyss. Dříve tuto roli plnil Dejan Petrović.
V tuniském daviscupovém týmu debutoval v roce 2000 utkáním základního bloku 3. skupiny zóny Evropy a Afriky proti Monaku, v němž prohrál úvodní dvouhru s Emmanuelem Heussnerem. Tunisané odešli poraženi 0:3 na zápasy. Do července 2016 v soutěži nastoupil k třiceti šesti mezistátním utkáním s bilancí 26–14 ve dvouhře a 8–12 ve čtyřhře.
Tunisko reprezentoval na londýnských Hrách XXX. olympiády, kde v mužské dvouhře startoval po obdržení divoké karty ITF. Po vyřazení Jan-sun Lua vypadl ve druhém kole, v němž nestačil na americkou nasazenou desítku Johna Isnera.

## Tenisová kariéra
K roku 2016 byl jediným tuniským tenistou historie, který zakončil sezónu do stého místa singlového žebříčku ATP a to na 76. příčce. Poprvé do Top 100 pronikl 19. března 2012 po finále kjótského challengeru, kde podlehl Tacumu Itóvi.
Semifinále na okruhu ATP World Tour si zahrál na moskevském Kremlin Cupu 2012, kde jej vyřadil pozdější italský vítěz Andreas Seppi. Podruhé mezi poslední čtyřku pronikl na srpnovém Winston-Salem Open 2015 po výhře nad Brazilcem Thomazem Belluccim. Následně skončil na raketě pozdějšího jihoafrického šampiona Kevina Andersona. V rámci série Masters si poprvé třetí kolo zahrál jako kvalifikant Shanghai Rolex Masters 2014, v němž dohrál po prohře s pozdějším finalistou Gillesem Simonem.
Hlavní grandslamové soutěže se premiérově zúčastnil po zvládnuté kvalifikaci na US Open 2011, v níž přehrál Briana Dabula, Michaela Ryderstedta a Guillauma Rufina. V singlové soutěži pak vyřadil Thiema de Bakkera, aby ve druhém kole nenašel recept na americkou turnajovou osmičku Mardyho Fishe. Do třetího kola na majoru se premiérově probojoval na Australian Open 2015, kde jej zastavil Australan Nick Kyrgios.
V březnovém prvním kole 2. skupiny zóny Evropy a Afriky Davis Cupu 2016 proti Bosně a Hercegovině strávil na dvorci celkem 11 hodin a 32 minut, když odehrál tři pětisetové zápasy zahrnující 6 tiebreaků a 168 her. Nejdříve porazil Tomislava Brkiće, poté po boku Mansouriho prohrál čtyřhru a nakonec odešel poražen od Mirzy Bašiće, přestože zvítězil v tiebreaku čtvrté sady 18:16. Jednalo se o druhou nejdelší zkrácenou hru v historii Davisova poháru. Tunisané prohráli 1:3 na zápasy.
Premiérové finále na túře ATP odehrál ve 34 letech na květnovém Istanbul Open 2018, v němž nestačil na Japonce Tara Daniela po dvousetovém průběhu.

## Kontroverze

### 2013
V říjnu 2013 měl nastoupit do čtvrtfinále Tashkent Challenger proti izraelskému hráči Amiru Weintraubovi. Z turnaje ale před utkáním odstoupil. Tuniský tenisový svaz mu start proti Izraelci zakázal prostřednictvím e-mailu.
Weintraub k tomu sdělil, že Džazírí je „dobrý přítel“ a že „on sám chtěl skutečně hrát“. Výkonný šéf izraelské federace Šlomo Glickstein na incident reagoval slovy: „Je to pro mě smutné, že se tento typ věcí stále děje.“
Džazírí byl z podezření očištěn. Mezinárodní tenisová federace pak vyloučila tuniskou reprezentaci z Davis Cupu 2014.

### 2015
V únoru 2015 se tenista stal opět terčem podezření z účelového odstoupení, aby nemusel hrát v dalším kole proti Izraelci.  V úvodní fázi dvouhry Open Sud de France vyhrál první set proti Uzbekovi Denisu Istominovi. Následně zápas skrečoval pro zranění lokte. Ve druhém kole by na něj čekal izraelský hráč Dudi Sela. Po výhře s Marcem Lópezem v úvodním kole deblové soutěže měl pár nastoupit proti česko-izraelské dvojici František Čermák a Jonatan Erlich..
Skončené vyšetřování z 10. února 2015 ze strany organizace ATP daný úmysl hráče neprokázalo. V prohlášení sdělila: „Důvodem je skutečně bolavý loket. Vysvětlení hráče i lékaře nás uspokojilo“.

## Finále na okruhu ATP World Tour
| Legenda                   |
| ------------------------- |
| D – dvouhra; Č – čtyřhra  |
| Grand Slam (0)            |
| Turnaj mistrů (0)         |
| ATP Tour Masters 1000 (0) |
| ATP Tour 500 (0)          |
| ATP Tour 250 (0–1 D)      |

### Dvouhra: 1 (0–1)
| Stav      | č. | datum          | turnaj            | kategorie | povrch | soupeř ve finále | výsledek      |
| --------- | -- | -------------- | ----------------- | --------- | ------ | ---------------- | ------------- |
| Finalista | 1. | 6. května 2018 | Istanbul, Turecko | ATP 250   | antuka | Taró Daniel      | 6–7(4–7), 4–6 |

## Tituly na challengerech ATP a okruhu Futures
| Legenda                |
| ---------------------- |
| Challengery (3 D; 6 Č) |
| Futures (9 D; 12 Č)    |

### Dvouhra (12 titulů)
| č.  | rok  | turnaj                         | povrch | poražený finalista  | výsledek      |
| --- | ---- | ------------------------------ | ------ | ------------------- | ------------- |
| 1.  | 2005 | Tunis,Tunisko                  | antuka | Petar Popović       | 1–6, 6–2, 6–3 |
| 2.  | 2006 | Mégrine, Tunisko               | tvrdý  | Blaž Kavčič         | 4–6, 6–1, 6–4 |
| 3.  | 2009 | Kelibia, Tunisko               | antuka | Haithem Abid        | 7–6, 5–7, 7–6 |
| 4.  | 2009 | Tbilisi, Gruzie                | antuka | David Savić         | 4–6, 6–4, 6–4 |
| 5.  | 2010 | Sfax, Tunisko                  | tvrdý  | Laurent Rochette    | 6–4, 6–3      |
| 6.  | 2010 | Córdoba, Španělsko             | tvrdý  | Pablo Carreño Busta | 6–4, 5–7, 6–4 |
| 7.  | 2011 | Newcastle, Spojené království  | tvrdý  | Yannick Mertens     | 6–3, 6–4      |
| 8.  | 2011 | Manchester, Spojené království | tráva  | Rudy Coco           | 7–6, 4–6, 6–2 |
| 9.  | 2011 | Almaty, Kazachstán             | tvrdý  | Denys Molčanov      | 6–3, 6–2      |
| 10. | 2011 | Ženeva, Švýcarsko              | tvrdý  | Mischa Zverev       | 4–6, 6–3, 6–3 |
| 11. | 2013 | Ženeva, Švýcarsko              | tvrdý  | Jan-Lennard Struff  | 6–4, 6–3      |
| 12. | 2016 | Le Gosier, Guadeloupe          | tvrdý  | Stefan Kozlov       | 6–2, 6–4      |